# Oloros
Oloros (en llatí Olorus o Orolus,  ̓́Ολορος, ̓́Ορολος) fou un rei de Tràcia, segons Heròdot.
Només és conegut perquè la seva filla Hegesípila es va casar amb Milcíades el Jove. Hegesípila va tenir un fill de nom també Oloros però segurament d'un segon matrimoni celebrat després de la mort de Milcíades. Aquest segon Oloros va ser el pare de Tucídides l'historiador.